# 보은 상현서원
보은 상현서원(報恩 象賢書院)은 대한민국 충청북도 보은군 장안면 서원리에 있는 서원이다. 1984년 12월 31일 충청북도의 기념물 제43호로 지정되었다.

## 개요
충암 김정(1486∼1520)의 학문과 덕행을 추모하기 위해 세운 서원이다.
김정은 조선 전기 문신이며 학자로 이조참판, 대사헌 등을 거쳐 형조판서를 역임하였다. 그림과 시문에도 능하였고 조광조와 함께 사림파의 대표적인 인물로 알려져 있다.
이 서원은 명종 10년(1555)에 '삼년성서원'으로 세웠고 광해군 2년(1610)에 국가 공인의 사액서원으로서 '상현'이라는 이름을 받았다. 헌종 13년(1672)에 지금 있는 자리로 옮겨 세우면서 성운·성제원·조헌·송시열 등을 추가로 모시게 되었다. 흥선대원군의 서원철폐령으로 고종 8년(1871)에 폐쇄된 뒤 1896년 '장례원'이란 이름으로 다시 세웠으며 1986년 해체·복원하여 오늘에 이르고 있다. 강당은 서원철폐령으로 폐쇄될 때 '보은향교'로 옮겨 향교의 교육 장소인 명륜당으로 사용하여 왔다.
나지막한 산을 뒤로하고 세운 이 서원은 작은 규모의 사당과 비석이 안치된 비각, 출입문으로 구성된다. 정문을 들어서면 왼쪽에 앞면 1칸·옆면 1칸 규모의 비각이 있고 뒤편으로 별도의 담장을 두른 사당이 있다. 사당에는 김정의 위패를 중심으로 좌우에 성운·성제원·조헌·송시열 등의 위패를 모시고 있다. 자연석으로 쌓은 기단 위에 세웠는데 지붕은 옆면에서 볼 때 사람 인(人)자 모양인 맞배지붕으로 꾸몄다.
해마다 2월과 8월에 제사를 지낸다.

## 참고 자료
- 보은 상현서원 - 국가유산청 국가유산포털